# クモ膜下腔
クモ膜下腔（蜘蛛膜下腔、くもまくかくう、くもまっかくう）は、中枢神経系を覆う髄膜のうち、一番内の軟膜と、その隣のクモ膜の間にある空間を指す。軟膜とクモ膜は密着しておらず、小柱と呼ばれる線維の束で結ばれている。小柱は軟膜とクモ膜の間ではいたるところで無数に入り乱れ、その様子がクモの網に似ていることからクモ膜の名がある。小柱の隙間に鍾乳洞のような形で残るのがクモ膜下腔である。クモ膜下腔は脳脊髄液で満たされている。

## 頭蓋内のクモ膜下腔
頭蓋内では、クモ膜は脳に密着せず、特に入り組んだ構造の周りでは少し離れた場所を大きく取り囲むような形になっている。一方軟膜は脳の実質に密着しているので、脳に大きい凹凸のある場所ではクモ膜下腔が広くなっている。この広がりを特にクモ膜下槽と呼ぶことがある。クモ膜下槽は、小脳と延髄の隙間にある小脳延髄槽、小脳・中脳・松果体などが向き合う場所にある迂回槽、視交叉の周りにある交叉槽、間脳と中脳の大脳脚に挟まれた脚間槽のほか、大小の脳溝にある。
脳脊髄液はクモ膜下腔だけでなく、脳室系にも入っている。クモ膜下腔と脳室系は脳の実質で隔てられているが、第四脳室に開いたルシュカ孔・マジャンディ孔では互いに交通している。圧力の違いから、脳脊髄液は通常、第四脳室からクモ膜下腔へ流れ出す。クモ膜下腔の脳脊髄液は、クモ膜が硬膜静脈洞に突出したクモ膜顆粒から静脈血に吸収されるとされる。詳しくは脳脊髄液#脳脊髄液の循環を参照されよ。

## 脊柱管のクモ膜下腔
脊柱管では、クモ膜下腔は一定の広がりをもったまま仙骨まで続いている。脊髄神経が出るところでは、髄膜もともに脊柱管から出るため、クモ膜下腔も末梢神経の周りへ続くことになる。ただし脊髄神経節よりも末梢では、クモ膜は神経周膜と名を変えて神経に密着しているため、クモ膜下腔はほとんど途切れている。